# Adolf Bauer (Komponist)
Adolf Bauer (* 13. August 1877 in Mudersbach; † 2. März 1948 in Brandenburg an der Havel) war ein deutscher Komponist und Musikwissenschaftler.

## Leben
Er war der Sohn des Lehrers Hermann Joseph Bauer und dessen Ehefrau Emilie geborene Jünger. Nach dem Besuch des Humanistischen Gymnasiums studierte er an der Bonner Universität und besuchte im Anschluss das Konservatorium in Köln. Danach wurde er Lehrer am Konservatorium und später Dirigent der Städtischen Konzertgesellschaft Düren. Besondere Bedeutung erlangte er als Lektor für Musikwissenschaft, insbesondere musikalische Formenlehre, an der Philosophischen Fakultät der Universität Bonn. Den Ruf an die Bonner Universität erhielt Adolf Bauer im Jahre 1922. Er führte den Titel Musikdirektor und beschäftige sich auch intensiv mit Leben und Werk von Franz Schubert. So gab Bauer in den 1920er Jahren ein unbekanntes Scherzo in As-Dur von Franz Schubert heraus.
Als Komponist schuf Adolf Bauer eine Reihe von Liedern, Chören, Chorwerken für Orchester und Orchesterwerke, daneben auch Kirchenmusik sowie Klaviermusik. Anlässlich der akademischen Feier des 125-jährigen Jubiläums der Rheinischen Friedrich-Wilhelms-Universität zu Bonn am 18. Oktober 1943 komponierte er eine festliche Fanfarenmusik für Orgel, vierfache Fanfaren und Pauken, die zur Feierstunde urausgeführt wurde.
Er lebte in Bonn, Helmholtzstraße 9.

## Familie
Adolf Bauer heiratete am 16. August 1921 Else geborene Uies. 